# Benzoyle

Structure du groupe benzoyle. Le benzaldéhyde correspond à R=H.

Le terme benzoyle, est utilisé en chimie organique pour désigner un groupe fonctionnel, constitué d'un noyau benzénique auquel est joint un groupe carbonyle. Le groupe benzoyle a donc pour structure C6H5–CO- (Ph-CO-). Il est l'acyle de l'acide benzoïque.

Le groupe benzoyle a pour abréviation « Bz », à ne pas confondre avec celle du groupe benzyle (« Bn »).
Les groupes benzoyle sont souvent utilisés en synthèse chimique comme groupes protecteurs. La déprotection peut se faire facilement par hydrolyse en milieu alcalin dilué.